# 525頁
《525頁》是日本創作歌手川嶋愛在2004年6月2日發售的第3張單曲。
先行盤《525頁〜從序幕開始〜》於2004年5月25日發售。

## 概要
和前作《12個的季節〜第4個春天〜》相隔約4個月後發表。先行盤中收錄了「525頁」的3首改編曲。
這張單曲也是川嶋在高中畢業後發表的第一個作品。

## 收錄曲
- 全作詞、作曲：川嶋愛

### 通常盤
1. 525頁
編曲：小澤純
富士電視台系深夜日劇《放課後》片尾曲
曲名的「525頁」指的是英日辭典的第525頁，據說該頁有「LOVE」這個單字（此為當初想像的頁數，但實際上在之後才查明有辭典的第525頁上有「LOVE」這個單字）。
2. Luna ～砂漠的故事～（Luna ～砂漠の物語～）
編曲：Misa
3. 流星
編曲：ieP
4. Just after the rain
編曲：ieP

### 525頁〜從序幕開始〜（先行盤）
1. 525頁 -04.05.26 Ver.-
編曲：ieP
2. 525頁 -03.12.10 Ver.-
3. 525頁 -03.06.30 Ver.-